# ASL Airlines Hungary
ASL Airlines Hungary Kft, anteriormente Farnair Hungría, es una aerolínea con base en el Aeropuerto Internacional de Budapest Ferenc Liszt en Budapest, Hungría. Opera vuelos regulares de carga exprés, servicios chárter y misiones de ayuda. Su base principal de operaciones es el Aeropuerto de Budapest-Ferenc Liszt.

## Historia
La aerolínea fue establecida y empezó operaciones en 1990. Fue fundada como NAWA Air Transport, la primera aerolínea privada fundada en Hungría después de la Segunda Guerra Mundial. En 1993 fue adquirida por Farner Air Transport y se rebautizó como Farner Air Transport Hungary. Se convirtió en Farnair Hungary en 1997. Está poseída por completo por Farnair Switzerland.
El 4 de junio de 2015, ASL Aviation Group, la compañía matriz de Farnair Hungary, anunció que Farnair Hungary sería renombrada como ASL Airlines Hungary.

## Flota
La flota de la aerolínea se compone de las siguientes aeronaves, con una edad media de 28.8 años (septiembre de 2021).
| Aeronave        | En Servicio | Órdenes | Notas |  |
| --------------- | ----------- | ------- | ----- |  |
| Boeing 737-400F | 2           | —       |       |  |
| Total           | 2           |         |       |  |

## Incidentes y accidentes
El 27 de enero de 2005, una aeronave Let L-410 que estaba llevando a cabo una baliza no direccional con asistencia de radar en el Aeropuerto de Iași, Rumanía, pero cuándo la tripulación notificó a la torre de control de su posición sobre la baliza del aeropuerto y su intención de girar a la derecha para aterrizar, se les vio girar a la izquierda. Entonces la aeronave giró en espiral hacia abajo y chocó contra el aeródromo. Los dos miembros de tripulación a bordo murieron.